# Julián Arredondo
Julián David Arredondo Moreno (ur. 30 lipca 1988 w Ciudad Bolívar) – kolumbijski kolarz szosowy profesjonalnej ekipy Trek-Segafredo.

## Najważniejsze osiągnięcia
2005
- 2. miejsce w mistrzostwach Kolumbii juniorów (start wspólny)

2006
- 1. miejsce w mistrzostwach Kolumbii juniorów (start wspólny)
- 3. miejsce w mistrzostwach Kolumbii juniorów (jazda ind. na czas)

2010
- 1. miejsce w GP Folignano

2012
- 2. miejsce w Tour of Japan
  - 1. miejsce na 3. etapie
- 4. miejsce w Japan Cup

2013
- 1. miejsce w Tour de Langkawi
  - 1. miejsce na 5. etapie
- 2. miejsce w Tour of Japan
- 1. miejsce w Tour de Kumano
  - 1. miejsce na 2. etapie

2014
- 5. miejsce w Tirreno-Adriático
- 3. miejsce w Gran Premio Città di Camaiore
- 1. miejsce na 18. etapie w Giro d'Italia
  -  1. miejsce w klasyfikacji górskiej Giro d’Italia